# Tipula (Savtshenkia) alpha
Tipula (Savtshenkia) alpha is een tweevleugelige uit de familie langpootmuggen (Tipulidae). De soort komt voor in het Palearctisch gebied.